# Anatole de Monzie
Anatole de Monzie (Bazas, 22 novembre 1876 – Parigi, 11 gennaio 1947) è stato un politico e saggista francese.

## Biografia
Suo padre era un esattore della tasse a Bazas (Gironda), dove Anatole nacque nel 1876. Un incidente durante il parto, causato da un'infermiera, gli provocò una paralisi alla gamba che lo afflisse poi per il resto della vita. Non si sposò mai. Studiò ad Agen prima di frequentare il Collège Stanislas, una famosa scuola cattolica di Parigi, dove divenne amico dello scrittore Henry de Jouvenel e dell'attivista cattolico Marc Sangnier.
Studiò legge e per un certo periodo praticò anche l'attività forense ma alla fine scelse la politica. Fu capo di gabinetto del ministro dell'Istruzione Joseph Chautemps nel 1902. Nello stesso periodo, iniziò la carriera di politico locale nel Lot, un dipartimento all'epoca abbandonato e arretrato, ma affascinante, nel sud-ovest della Francia. Successivamente ricoprì diverse cariche, molto spesso simultaneamente, divenendo consigliere, generale, sindaco di Cahors (la prefettura locale), deputato e senatore. Grazie ad un enorme seguito tra i locali, compiaciuti dalla sua cultura, dalla sua efficienza e dalla sua competenza nel distribuire posti di lavoro del settore pubblico, questa zona divenne una sua roccaforte politica per tutta la vita.
Membro di una piccola fazione politica centrista, chiamata Républicains Socialistes, ben presto divenne una figura dominante nella Chambre des Députés grazie alla sua abilità politica e alla sua equidistanza tra le varie fazioni. La sua fiorente carriera  ministeriale iniziò nel 1913, quando fu nominato sottosegretario di stato alla marina mercantile. Dal 1918 al 1940 ricoprì numerose posizioni e fu nominato ministro diciotto volte.
In qualità di Ministro delle finanze, è ricordato per la riduzione del bilancio nel 1925. Egli era inoltre profondamente coinvolto negli affari diplomatici, e prese parte a una campagna per il rinnovamento dei rapporti con la Santa Sede seguita, nel 1922, da una richiesta per il riconoscimento dell'Unione Sovietica. Dal 1924 al 1927, diresse la commissione per gli Affari Russi ed ebbe rapporti con alcuni dei principali personaggi politici russi del periodo. Iniziò anche a discutere il rimborso dei prestiti russi, ma, dopo il ritorno al potere di Poincaré nel 1926, il negoziato fallì.
Nel 1925, ricoprì per breve tempo il ruolo di ministro della Pubblica Istruzione e delle Belle Arti ed è ricordato per aver introdotto la filosofia nelle scuole superiori e per aver vietato l'insegnamento dei dialetti locali nelle scuole pubbliche. Come Ministro della Pubblica Istruzione nel governo di Édouard Herriot, nel 1932, cambiò il nome del dicastero in Éducation nationale, un nome mantenuto fino ad oggi. La sua politica in generale promosse un sistema di istruzione gratuito e neutrale.
Ministro dei lavori pubblici nel 1938, affrontò un grande sciopero dei portuali che gli causò la sfiducia a sinistra. Tra il 1938 e il 1940, condusse diverse delicate missioni diplomatiche. Durante questo periodo di tensioni internazionali, la posizione di Anatole fu fonte di polemiche. Da pacifista convinto, promosse attivamente un'alleanza tra Francia e Italia che avrebbe dovuto mediare i rapporti tra Hitler e gli Alleati.
Appoggiò Pétain nel 1940. Amico di Otto Abetz, Darquier de Pellepoix e Fernand de Brinon, stabilì comunque rapporti molto difficili con molti personaggi del Governo di Vichy. Fu costretto a dimettersi nel 1942. Incriminato dal Comité national des écrivains nel 1945, morì a Parigi due anni dopo.

## Opere
Anatole de Monzie era uno studioso e scrittore. La sua eredità culturale è legata indissolubilmente alla pubblicazione della Encyclopédie française dal 1935. Inoltre, stabilì stretti rapporti collaborativi con molti altri studiosi, scrittori e intellettuali francesi del suo tempo, tra cui Colette, Roland Dorgelès, Lucien Febvre e Pierre Benoît. Tra le opere principali si ricordano Roma senza Canossa (Rome sans Canossa, ou la Diplomatie de la présence) e Petizione per la storia (Pétition pour l'histoire).
- Les Réformes scolaires, Paris, Stock, 1905
- Aux confins de la politique, Paris, Grasset, 1913
- Si resucitara !, Paris, Alcan, 1915 (sur les relations franco-espagnoles)
- Roma senza Canossa (Rome sans Canossa, ou la diplomatie de la présence, Paris, Albin Michel, 1918)
- L'entrée au forum: vingt ans avant, Paris, Albin Michel, 1920
- La Mort de Julie, Paris, Auguste Blaizot, 1922
- Du Kremlin au Luxembourg, Paris, Delpuech, 1924
- Les Contes de Saint-Céré, Paris, Gallimard, 1929
- Grandeur et servitude judiciaires, Paris, Kra, 1931
- Petit manuel de la Russie nouvelle, Paris, Firmin-Didot, 1931
- Livre d'oraisons, Paris, Excelsior, 1934
- Les Veuves abusives, Paris, Grasset, 1937
- Ci-devant, Paris, Flammarion, 1941
- Petizione per la storia (Pétition pour l'histoire, Paris, Flammarion, 1942)
- Mémoires de la tribune, Paris, Correa, 1943
- La Saison des juges, Paris, Flammarion, 1943
- Le Conservatoire du peuple, Paris, Société d'Édition d'enseignement supérieur, 1948